# Nachán Can
Nachán Can o Nachán Ka'an (¿?-ca.1540), halach uinik o nacom de Chactemal (hoy Chetumal), padre de Zazil Há. Recibió en su kuchkabal al náufrago español Gonzalo Guerrero en calidad de esclavo maya. Más tarde Guerrero desposaría a la hija de Nachán Can. 
Gonzalo Guerrero había naufragado junto con Jerónimo de Aguilar. Ambos fueron capturados y hechos esclavos por los mayas. Mientras aquel se asimiló a la cultura de sus captores, les enseñó estrategias de guerra y se convirtió él mismo en nacom, jefe militar en la región de los cocom (pueblo maya que ocupaba la parte oriental de la península de Yucatán a la llegada de los españoles al principio del siglo XVI. Aguilar, por su lado, se reincorporó más tarde a los conquistadores con Hernán Cortés, a quien acompañó en la conquista de México haciendo equipo con la Malinche para establecer el puente de traducción entre el idioma náhuatl, el maya y el español, que tan útil resultó para los conquistadores en el proceso de dominación.
Fray Diego de Landa, en su Relación de las Cosas de Yucatán, dice que cuando Hernán Cortés llegó a las costas yucatecas supo de la existencia de dos náufragos en tierras mayas y mandó por ellos, acudiendo a su llamado solamente Jerónimo de Aguilar ya que Gonzalo Guerrero hacía tiempo vivía en:{{cita|Chactemal, que es la Salamanca de Yucatán, y que ahí le recibió un señor llamado Nachancán, el cual le dio a cargo las cosas de la guerra en que hubo muy bien, venciendo muchas veces a los enemigos de su señor, y que enseñó a los indios a pelear enseñándoles a hacer fuertes y bastiones y que con esto y con tratarse como indio, ganó mucha reputación y le casaron con una muy principal mujer en que hubo hijos.
Por su ferocidad en el combate, Nachán Can fue muy temido durante la guerra de conquista de Yucatán.